# Sullé
Der Sullé ist ein kleiner Fluss in Frankreich, der im Département Côtes-d’Armor in der Region Bretagne verläuft. Er entspringt im südwestlichen Gemeindegebiet von Bourbriac, entwässert mit mehreren Richtungsänderungen generell Richtung Ostnordost und mündet nach rund 16 Kilometern an der Gemeindegrenze von Plésidy und Saint-Adrien als linker Nebenfluss in den Trieux.

## Orte am Fluss
(Reihenfolge in Fließrichtung)
- Leindenved, Gemeinde Bourbriac
- Logorê, Gemeinde Bourbriac
- Koad Men, Gemeinde Bourbriac
- Kermorzu, Gemeinde Saint-Adrien
- Le Sullé, Gemeinde Plésidy
- Rest an Luarn, Gemeinde Saint-Adrien
- Kerbouret Izellan, Gemeinde Plésidy